# Mensur Mujdža
Mensur Mujdža (ur. 28 marca 1984 w Zagrzebiu) – bośniacki piłkarz występujący na pozycji obrońcy. Zawodnik klubu 1. FC Kaiserslautern. Brat Jasmina Mujdžy, również piłkarza.

## Kariera klubowa
Mujdža zawodową karierę rozpoczynał w 2002 roku w chorwackim klubie NK Zagreb z Prvej HNL. Jego barwy reprezentował przez 7 lat. W tym czasie rozegrał tam 142 ligowe spotkania i zdobył 5 bramek. Natomiast najwyższą pozycją wywalczoną z klubem była 3. w 2005 roku oraz w 2007 roku.
W 2009 roku Mujdža trafił do niemieckiego zespołu SC Freiburg z Bundesligi. W tych rozgrywkach zadebiutował 22 sierpnia 2009 roku w przegranym 0:5 meczu z Bayerem 04 Leverkusen. W sezonie 2009/2010 rozegrał tam 14 ligowych spotkań, a także zajął z klubem 14. miejsce w Bundeslidze.
W 2016 Mujdža przeszedł do 1. FC Kaiserslautern.

## Kariera reprezentacyjna
W latach 2004–2006 Mujdža rozegrał 9 spotkań i zdobył 2 bramki w reprezentacji Chorwacji U-21.
3 września 2010 roku w wygranym 3:0 meczu eliminacji Mistrzostw Europy 2012 z Luksemburgiem zadebiutował w reprezentacji Bośni i Hercegowiny.